# Katya Chamma (álbum)
Katya Chamma es el álbum debut de la compositora, cantante, poeta y productora cultural brasileña Katya Chamma.
El CD, publicado en 2003, incorpora una mezcla de Pop Rock, Blues y MPB. El álbum cuenta con 12 canciones, siendo 10 canciones autorales de Katya Chamma.
El álbum recibió elogios, el Jornal das Gravadoras consideró Katya Chamma como "uno de los mayores exponentes en la Música independiente brasileña" y "Ejemplo de arte independiente "(edición 106).

## Listado de canciones
Todas las canciones están escritas por Katya Chamma, excepto las indicadas:

| N.º   | Título                 | Escritor(es)                         | Producer(s)  | Duración |  |
| 1.    | «Verdades & Mentiras»  | Katya Chamma                         | Katya Chamma | 3:51     |  |
| 2.    | «Zarabatana»           | Katya Chamma                         | Katya Chamma | 3:55     |  |
| 3.    | «Olhos de Neon»        | Katya Chamma                         | Katya Chamma | 4:12     |  |
| 4.    | «Corsário»             | Katya Chamma                         | Katya Chamma | 3:54     |  |
| 5.    | «Paixão»               | Kledir Ramil                         | Katya Chamma | 4:38     |  |
| 6.    | «Cinemascope»          | Katya Chamma                         | Katya Chamma | 4:17     |  |
| 7.    | «Eu Canto o Meu Blues» | Roberto Menescal, Oswaldo Montenegro | Katya Chamma | 3:56     |  |
| 8.    | «Indomável»            | Katya Chamma                         | Katya Chamma | 4:18     |  |
| 9.    | «Máscara de Luz»       | Katya Chamma                         | Katya Chamma | 3:16     |  |
| 10.   | «Poeira de Vidro»      | Katya Chamma                         | Katya Chamma | 3:40     |  |
| 11.   | «Chinatown»            | Katya Chamma                         | Katya Chamma | 3:40     |  |
| 12.   | «Um Rock»              | Katya Chamma                         | Katya Chamma | 3:08     |  |
| 44:05 |                        |                                      |              |          |  |

## Otras fuentes
- Amaral, Euclides (2010). Alguns Aspectos Da MPB. Rio de Janeiro: Esteio Editora. Biblioteca Nacional/Registro: 433.708.